# Narrow Inlet
Narrow Inlet är en vik i Antarktis. Den ligger i Östantarktis. Nya Zeeland gör anspråk på området.